# 방콕 풋살 아레나
방콕 풋살 아레나(태국어: บางกอกอารีนา)는 태국 방콕에 위치한 풋살 전용 실내 경기장이다.